# Lost Saga
Lost Saga es un juego de lucha en 3D gratuito desarrollado por IO Entertainment. Lost Saga lanzó oficialmente su servicio en América del Norte el 17 de noviembre de 2009, a través del editor OGPlanet , con Z8Games convirtiéndose en el presentador actual el 18 de diciembre de 2013, y Kelvin Mayo como diseñador principal
El 20 de noviembre de 2014, Z8Games lanzó Lost Saga: North America en la plataforma Steam, llegando a un público más amplio. Las versiones de Steam y plataforma regular del juego no tienen diferencias, aparte del acceso a Steam Community y Steam Wallet, ya que ambos clientes acceden al mismo servidor.

## Acerca del Juego
Los jugadores ganan rangos militares a medida que avanzan, lo que permite a los usuarios desbloquear mercenarios más nuevos y ciertos modos dedicados de clasificación superior. Progresa con cada Mercenario a través de Misiones Mercenarias específicas y progresa como escuadrón mercenario a través de otras misiones. Los jugadores pueden comprar mercenarios de la tienda en el juego con la moneda obtenida de las batallas o de alcanzar un nuevo rango. El género de los mercenarios, los rasgos faciales, los tintes para el cabello, los peinados y los tintes para la piel son personalizables. Equipo épico y legendario con diseños alternativos que otorgan a los mercenarios habilidades especiales. Los mercenarios se agrupan en cuatro tipos por estilo de combate: cuerpo a cuerpo, rango, magia y especial.
Los modos de juego incluyen Deathmatch , Team Deathmatch, Prisoner (los enemigos derrotados se convierten en prisioneros hasta que sean eliminados), Boss Raid y Ghost Tag ( Infection ). También se incluyen Crown Control ( Capture the Flag ), Power Stone ( King of the Hill ) y Soccer.

## Recepción
Lost Saga North America recibió un promedio de 8.0/10 en su lanzamiento inicial.[cita requerida]